# Kurban Berdyev
Kurban Bekiyevich Berdyev (Asjchabad, 25 augustus 1952) is een Turkmeens voormalig voetballer die actief is als voetbalcoach.

## Spelerscarrière
Berdyev begon zijn carrière bij het Turkmeense Köpetdag Aşgabat. In 1977 trok hij naar Kairat Almaty. Na één jaar keerde hij terug bij Köpetdag Aşgabat. In 1979 trok hij naar Rostov, waar hij eerst SKA Rostov en daarna FK Rostov ging coachen. In 1981 sloot Berdyev zijn carrière af bij Kairat Almaty.

## Trainerscarrière
Berdyev begon als coach in 1986 van Khimik Dzhambul. Vervolgens coachte hij ook het Turkse Gençlerbirliği SK, het Kazachse Kairat Almaty, het Kazachse Kaspïy FK Aqtaw en het Turkmeense Nisa Aşgabat. In 1997 werd Berdyev aangesteld als bondscoach van Turkmenistan. In 2000 coachte hij Kristall Smolensk. Eén jaar later tekende hij bij Roebin Kazan, waar hij twaalf jaar coach zou zijn en tweemaal de Russische landstitel wist te veroveren (2008 en 2009). In december 2014 werd hij aangesteld als coach van FK Rostov. In 2016 eindigde Berdyev met Rostov op de tweede plek in de Premjer-Liga. Rostov kwalificeerde zich vervolgens ook voor de groepsfase van de UEFA Champions League. Op 6 augustus 2016 nam hij ontslag als coach. Op 9 september 2016 keerde hij terug als vice-president/coach. In juni 2017 keerde hij terug bij Roebin Kazan als hoofdtrainer waar hij in 2019 terug trad.